# 幕山公園
幕山公園（まくやまこうえん）とは、神奈川県足柄下郡湯河原町鍛冶屋にある町営の都市公園（風致公園）。湯河原梅林に代表される公園で、湯河原町都市公園条例に定める公園（湯河原町鍛冶屋）である。なお、湯河原梅林公園条例に定める湯河原町湯河原梅林公園（湯河原町吉浜）とは異なる。

## 概要
新崎川（にいざきがわ）の上流、幕山（まくやま）の南側山麓に造成され、1980年（昭和55年）に完成した公園であり、1996年（平成8年）には北隣の山麓に約4000本の梅を誇る湯河原梅林（ゆがわらばいりん、幕山梅林）も完成した。すべて「花梅」で実を収穫することはないので、近くの小田原の曽我梅林のように、梅の実を利用した地元産のお土産品はない。

## 構成
- 湯河原梅林
- 幕岩
- 管理棟
- トイレ
- 四阿（東屋）
- 駐車場
- 多目的広場
- アスレチック施設
- バーベキューエリア（要予約）
- シャクナゲ園

## イベント
- 梅の宴（2月上旬 - 3月中旬） - 期間中は混雑対策のため入園料200円、駐車料普通車500円（大型バス2000円）。

## 歴史
- 1980年（昭和55年）5月 - 公園完成[5]。
- 1996年（平成8年）
  - 2月18日 - 幕山梅林（湯河原梅林）一般公開[5]。
  - 3月3日 - 町村合併40周年記念碑除幕式、幕山公園開設記念植樹[5]。
- 1997年（平成9年）3月2日 - 管理棟2階に「民話の館」完成[5]。